# Eduard Löhnert
Eduard Löhnert (* 13. Juni 1872 Groß Stohl, Österreich-Ungarn; † 31. März 1937 ebenda) war ein tschechoslowakischer Politiker (Sudetendeutsche Partei) deutscher Nationalität. Er war von 1935 bis 1937 Abgeordneter des Tschechoslowakischen Abgeordnetenhauses.

## Leben und Werk
Nach dem Besuch der Realschule und der staatliche Gewerbeschule für Maschinenbau schloss er seine Ausbildung als Ingenieur ab. Seinen Wehrdienst leistete er bei der k. k. Marine. Danach wirkte er als Maschinenfabrikant und Mitglied des Gemeinderats seines Heimatortes und während des Ersten Weltkriegs auch als Bürgermeister. Daneben engagierte er sich u. a. im Deutschen Schulverein für Nordmähren. 1935 wurde er Mitglied der SdP und für diese Partei in das Abgeordnetenhaus gewählt, in dem er bis zu seinem Tod 1937 saß. Sein Nachfolger als Abgeordneter wurde Karl Bartl.